# Dondombéné-Mossi
Ne doit pas être confondu avec Dondombéné-Peulh.
Dondombéné-Mossi est une commune rurale située dans le département de Koumbri de la province du Yatenga dans la région Nord au Burkina Faso.

## Santé et éducation
Le centre de soins le plus proche de Dondombéné-Mossi est le centre de santé et de promotion sociale (CSPS) de Koumbri tandis que le centre hospitalier régional (CHR) se trouve à Ouahigouya.
Le village possède une école primaire publique.